# Cratera paraitinga
Cratera paraitinga ist eine Art der Landplanarien in der Gattung Cratera, die in Brasilien gefunden wurde.

## Merkmale
Konserviert hat Cratera paraitinga eine Länge von bis zu 76 Millimetern und eine Breite von 7 Millimetern. Der Körper ist lanzenförmig, wobei er auf Höhe des Pharynx die größte Breite aufweist. Vom Pharynx bis zum Vorderende verjüngt sich der Körper allmählich, kurz vor dem Hinterende verjüngt der Körper sich abrupt. Die Rückenseite ist leicht konvex, die Bauchseite flach. Die Kriechsohle nimmt über 90 % der Körperbreite ein. Auf dem Rücken befindet sich ein breiter, mittig gelegener Längsstreifen, der melonengelb ist und ca. 40 % der Breite ausmacht. Dieser wird von zwei breiten tiefschwarzen Steifen gerahmt, an die wiederum zwei weiße Banden anschließen. Die äußeren Seitenränder sind schwarz. Das vordere Fünftel des Körpers ist rückenseits karminrot. Das vorderste Sechstel der Bauchseite ist orangebraun, ansonsten zeigt die Bauchseite eine grauweiße Färbung. Die vielen Augen liegen in einer einzigen Reihe um das Vorderende, weiter hinten verteilen sie sich auf dem ganzen Seitenrand.
Zum Kopulationsapparat gehört eine permanente Penispapille, die so lang wie das männliche Atrium genitale ist. Das weibliche Atrium genitale ist etwa zweieinhalb Mal länger als das männliche Atrium.

## Etymologie
Das Artepitheton paraitinga nimmt Bezug auf den alten Namen des Ortes Salesópolis, São José do Paraitinga, wo die Art gefunden wurde.

## Verbreitung
Der Holotyp wurde bei einer biologischen Station in Boraceia bei Salesópolis im brasilianischen Bundesstaat São Paulo entdeckt.